# Alectryon oleifolius
Alectryon oleifolius là một loài thực vật có hoa trong họ Bồ hòn. Loài này được (Desf.) Reynolds mô tả khoa học đầu tiên năm 1987.

## Hình ảnh

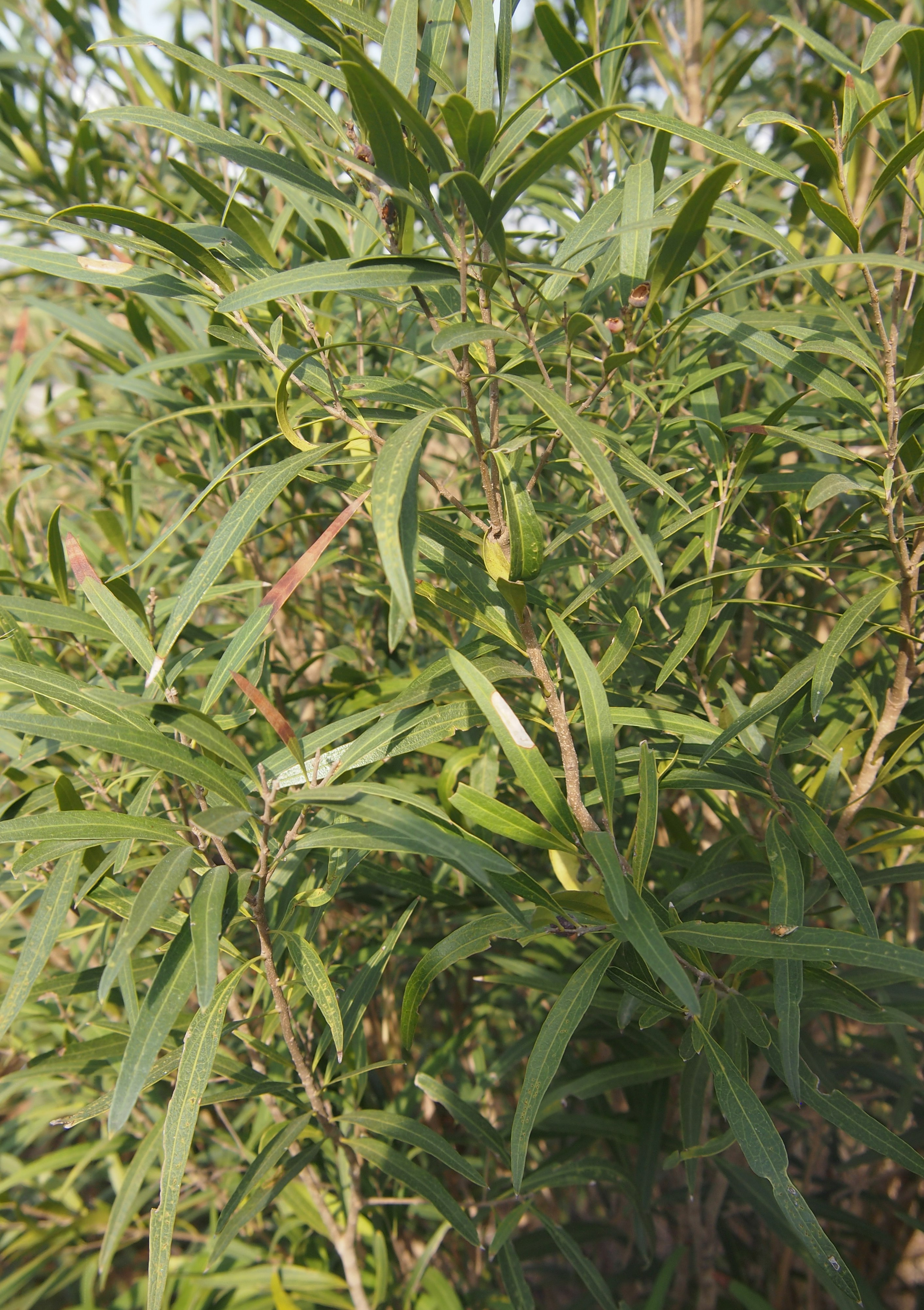